# Římskokatolická farnost Městec Králové
Římskokatolická farnost Městec Králové je územním společenstvím římských katolíků v rámci kutnohorsko-poděbradského vikariátu královéhradecké diecéze.

## O farnosti

### Historie
Plebánie v Městci Králové je písemně doložena v roce 1384. Původní kostel vyhořel v roce 1782 a na jeho místě byl v roce 1846 postaven kostel v pseudorománském stylu. V roce 2009 byly zrušeny okolní původně samostatné farnosti Běrunice, Činěves, Chotěšice, Kněžice a Úmyslovice a expozitura v Dymokurech. Ty byly následně afilovány farností v Městci Králové, čímž vznikla jediná velká farnost.

#### Přehled duchovních správců
- 1970/1971 R.D. Ottokar Havránek (interkalární administrátor)
- 1994-1997 R.D. Bohuslav Směšný
- 1997-2002 R.D. Mgr. Václav Černý (administrátor)
- 2002-2007 R.D. ThMgr. Robert Pietrzak (administrátor)
- 2007-2014 R.D. Mgr. Jindřich Tluka (administrátor)
- 2014 (srpen-listopad) R.D. Mgr. Pavel Jandejsek (administrátor)
- 2014-2015 Mons. Vladimír Hronek (ex currendo z Poděbrad)
- od r. 2015 P. Mgr. Lic. Ryszard Boćkowski, MSF (administrátor)

### Současnost
Farnost má sídelního duchovního správce, který spravuje pouze tuto jedinou farnost.
| Fotografie | Kostel                         | Místo          | Bohoslužba                                                      | Bohoslužba                                                      | Poznámka        |
| ---------- | ------------------------------ | -------------- | --------------------------------------------------------------- | --------------------------------------------------------------- | --------------- |
|            | Kostel Narození Panny Marie    | Běrunice       | 1. a 3. sobota v měsíci                                         | 16.00                                                           | filiální kostel |
|            | Kostel sv. Václava             | Činěves        | 1. neděle v měsíci                                              | 9.45                                                            | filiální kostel |
|            | Kostel Zvěstování Páně         | Dymokury       | 3. neděle v měsíci                                              | 9.45                                                            | filiální kostel |
|            | Kostel Rozeslání sv. apoštolů  | Chotěšice      | 4. neděle v měsíci                                              | 9.45                                                            | filiální kostel |
|            | Kostel Nanebevzetí Panny Marie | Chroustov      | 1x ročně (poutní, v sobotu kolem 15. srpna ve 13.00), jinak ne. | 1x ročně (poutní, v sobotu kolem 15. srpna ve 13.00), jinak ne. | filiální kostel |
|            | Kostel sv. Petra a Pavla       | Kněžice        | 1. a 3. sobota v měsíci                                         | 14.30                                                           | filiální kostel |
|            | Kostel sv. Markéty             | Městec Králové | neděle 1. pátek v měsíci                                        | 8.15 17.00                                                      | farní kostel    |
|            | Kostel sv. Martina             | Sloveč         | 3. neděle v měsíci                                              | 11.15                                                           | filiální kostel |
|            | Kaple Panny Marie Bolestné     | Střihov        | 1x ročně (poutní, v sobotu kolem 15. září v 15.00), jinak ne.   | 1x ročně (poutní, v sobotu kolem 15. září v 15.00), jinak ne.   | obecní kaple    |
|            | Kostel sv. Leonarda            | Úmyslovice     | 2. neděle v měsíci                                              | 9.45                                                            | filiální kostel |
|            | Kostel sv. Matouše             | Záhornice      | 1x ročně (poutní, v neděli kolem 21. září v 11.15), jinak ne.   | 1x ročně (poutní, v neděli kolem 21. září v 11.15), jinak ne.   | filiální kostel |